# Making Waves
Making Waves è un film del 2004 diretto da Nicholas van Pallandt.
Film commedia, sceneggiato e montato dallo stesso regista van Pallandt, presentato nel Regno Unito all'Edinburgh Sweet HD Festival il 26 luglio 2004, successivamente uscito nel mercato home video di vari paesi.

## Trama
Un gruppo di radioamatori stringe amicizia durante le trasmissioni radiofoniche, ciò che li contraddistringue è il fatto che, tutti loro parlarono solamente di sé stessi esagerando di gran lunga. Dopo alcune trasmissioni, i radioamatori si incontrano, ed ognuno di loro dovrà comportarsi come enfatizzato nelle trasmissioni, il gruppo di amici capirà quanto è difficile tenere due comportamenti estremamente diversi in varie occasioni.